# Comitatul de Champagne
Comitatul Champagne  era un comitat feudal al regatului Franței. Acest comitat, numit uneori și „Comitatul Champagne și Brie”, provine din reunirea diferitelor teritorii ale dinastiei Thibaldienilor, adică ramura descendentă din Theobald „Trădătorul” (Theobald I de Blois): conte de Meaux, conte de Troyes.
Comitatul Champagne a fost anexat domeniului regal prin căsătoria Ioanei de Navarra, contesă de Champagne, cu viitorul Filip al IV-lea cel Frumos în 1284.

## Istoric

### Ducii austrasieni
Aceștia erau funcționari ai curții din Austrasia și administrau un teritoriu care cuprindea orașele Reims și Châlons.
- Între 565 și 575-581: Lupus, consilier al regelui, judecător și războinic.
- În jurul anilor 581-595: Wintrion.
- 674: Waimère, care a devenit episcop de Troyes.
- În jurul anului 695: Dreux, fiul lui Pepin de Héristal și al Plectrudei.

### Conții de Troyes
Între anii 900 și 950, comitatul Troyes era considerat un honor (funcție publică) și adesea era transmis prin intermediul femeilor.
- 837: Aleran, conte beneficiară.
- 854: Eudes, fratele lui Robert cel Puternic, destituit în 859.
- 863: Raoul, unchi matern al lui Carol cel Pleșuv.
- 866: Eudes, decedat în 871.
- 877: Eudes al II-lea, fiul precedentului.
- 879: Robert, fratele lui Eudes al II-lea.
- ...886-893...: Alleaume, fiul lui Eudes al II-lea, soțul Ermengardei.
- ...901-918...: Manasses I cel Bătrân, al doilea soț al Ermengardei.
- ...925-931...: Richard, fiul lui Garnier de Sens, posibil prin căsătorie.
- 956: Gilbert de Chalon, fiul lui Manasses cel Bătrân.
- 956-966: Robert I de Meaux, prin căsătoria cu Adélaïde Werra, fiica lui Gilbert de Chalon. Aceasta a fost ultima transmitere a comitatului prin intermediul femeilor.

### Conții de Champagne
Theobald I de Champagne este primul care și-a luat titlul de conte de Champagne după ce a cucerit comitatul Troyes de la nepotul său, Odo al III-lea de Troyes, în jurul anului 1065.
Hugo de Champagne († 1126), fiul lui Theobald I de Champagne.
În 1152, după moartea contelui Theobald al IV-lea de Blois, cunoscut sub numele de Theobald cel Mare sau Theobald al II-lea de Champagne, comitatul Blois-Champagne a fost împărțit în trei comitate autonome:
- Henric I Liberalul, fiul cel mare al lui Theobald IV, a primit Champagne și Brie.
- Theobald al V-lea de Blois, unul dintre fiii mai mici, a moștenit teritoriile din Blois.
- Ștefan I de Sancerre, celălalt fiu mai mic, a primit teritoriile din Sancerre.

Contele de Champagne era unul dintre cei șase mari pairi laici ai regatului Franței. Diferitele circumscripții ale comitatului Champagne se aflau sub autoritatea regelui Franței, a ducelelui de Burgundia, a arhiepiscopului de Reims, a arhiepiscopului de Sens, a episcopului de Langres, a episcopiei de Châlons-en-Champagne, a abatiei Saint-Denis etc.

## Evoluția comitatului Champagne

### Champagne merovingiană și carolingiană (500-870)

Teritoriile burgunde în secolul al IX-lea. Se observă că sudul provinciei Champagne depindea atunci de influența burgundă.

În 511, la împărțirea Galiei între cei patru fii ai lui Clovis, acest teritoriu, împreună cu cel al viitoarei Lorene, se află în inima Austrasiei, constituită în beneficiul fiului cel mare, Theuderic.
În 566, nepotul lui Theuderic, Sigebert I, privează Reims de statutul de capitală în favoarea Metzului. Cu cinci ani mai devreme, în 561, la moartea fratelui mai mic, Chlothar cel Bătrân, fiul acestuia, Guntram, obține anexarea Troyes-ului austrasian la Burgundia.
Împreună cu Brienne, Blaise, Bologne și Bar, acest teritoriu va rămâne în Burgundia până la Tratatul de la Verdun din 843, după care va fi integrat în Burgundia francă.
În anul 837, Aleran, conte de Troyes, fondează abația Montiéramey. În 852, Carol cel Pleșuv îi încredințează comitatul lui Odo. Între 843 și 855, teritoriul Champagne, cu excepția acestei părți a Burgundiei care era atunci comitatul de Troyes, este inclus, în urma Tratatului de la Verdun, în efemera Francie mediană, apoi, în virtutea Tratatului de la Prüm, în la fel de efemera Lotharingie.
În 858, arhiepiscopul de Reims, Hincmar, pune capăt invaziei Franciei occidentale de către Ludovic Germanul. Comitatul de Troyes este apoi confiscat de la Odo, care îl susținuse pe Împărat. În 870, Tratatul de la Meerssen atribuie restul teritoriului Champagne rămas lotharingian lui Carol cel Pleșuv, regele Franciei Occidentale, separându-l astfel definitiv de viitoarea Lorena imperială, cu care formase prima Austrasie.

### Comitatele în perioada 871-1020
În 871, Odo de Troyes recuperează legal comitatul de Troyes, care fusese confiscat tatălui său, Odo. Prin căsătoria fratelui său, Robert I de Troyes, care îi succede la moartea sa în 876, cu Gisèle, conții de Troyes intră într-o alianță regală.
Adalelm, nepotul lui Robert I de Troyes, a cărui soție a murit prematur fără a lăsa copii, îi succede. În 894, Adalelm moare în război alături de fratele său, Adémar de Angoulême, iar comitatul, rămas fără moștenitor, revine legal suzeranului său, Richard Justițiarul, duce de Burgundia.
La sfârșitul secolului al IX-lea, vechea cetate Meaux, care aparținuse Soissons, se află sub autoritatea contelui de Vermandois, Thierry. Moștenitorul său, Herbert de Vermandois, nepot după tată al regelui carolingian detronat al Regatul Longobard, Bernard, își extinde teritoriul până în Vexin pentru a face față invaziei normande.
În 925, Herbert al II-lea, fiul lui Herbert de Vermandois, ocupă Reims și creează un comitat de Reims în favoarea fiului său de cinci ani, Hugues. Șase ani mai târziu, uzurpatorul Raoul îl alungă pentru prima oară. În iulie 940, Hugues, devenit major și ajutat de tatăl său, recucerește regiunea Reims, precum și Rethel, transformat în comitat de către Artaud de Reims, fostul arhiepiscop de Reims, ca poziție de retragere, apărată de nepotul acestuia, Manassès.
Șase ani mai târziu, Hugues de Vermandois, al cărui tată fusese spânzurat cu trei ani înainte, trebuie din nou să renunțe la Reims, ca urmare a intervenției împăratului Otto, venit cu trupele lui Conrad de Burgundia pentru a-l restaura pe Ludovic pe tronul Franciei occidentale.
În 950, unul dintre nepoții lui Herbert, Robert de Meaux, se căsătorește cu nepoata lui Richard Justițiarul, Adélaïde, numită Werra. La moartea socrului său, Gilbert, principalul conte al burgunzilor, în 956, el moștenește comitatul de Troyes, care se alătură astfel comitatului de Meaux, ce îi revenise ca parte a moștenirii sale cu zece ani mai devreme.
În 984, fiul lui Robert, Herbert de Troyes, moștenind de la unchiul său Herbert cel Bătrân, recuperează Omois și extinde domeniul familial asupra comitatului de Reims, deposedat de la un alt unchi al său, Hugues de Reims, de către Împărat în favoarea arhiepiscopului de Reims.
În ciuda acestei instabilități aristocratice, la începutul noului mileniu, școala catedrală a capitlului de Reims, unde Papa Silvestru al II-lea a fost scolastic între 972 și 982, devine un centru intelectual de prim rang. În mai puțin de un secol și jumătate, seniorii din Vermandois au reunit cele trei comitate fundamentale ale viitoarei regiuni Champagne. Două generații mai târziu, unul dintre moștenitorii lor va încerca să le domine de unul singur.

### Rivalitatea dintre thibaldieni și capețieni (1021-1124)

Marii vasali ai Franței și Bretania în 1035. În galben sunt reprezentate feudele Blois, Champagne și Beauvais, stăpânite de Theobald, care înconjoară domeniul capețian, marcat în albastru și aflat sub controlul lui Robert.

În 1021, Odo de Blois, moștenitorul natural al titlului unchiului său, contele de Reims, fratele bunicii sale paterne, moștenește, pe lângă aceasta, și comitatele Troyes, Meaux, Omois și Vitry de la vărul său primar Ștefan de Vermandois, rămas fără descendență.
Contele palatin Odo este nepotul lui Theobald de Blois, fost rival al marchizului Hugo cel Mare, care se proclamase guvernator al Neustriei, eliberat de orice suzeranitate. Theobald văzuse cum preeminența sa efemeră asupra Franciei occidentale îi fusese luată de fiul lui Hugo cel Mare, Hugo Capet, recunoscut în 960 drept duce al francilor de către vărul său primar, regele Lothar.
Unificarea viitorului teritoriu al Champagne sub autoritatea unui thibaldian reprezintă o amenințare pentru capețianul Robert cel Pios.
Doi ani mai târziu, arhiepiscopul de Reims, Ebles de Roucy, îl convinge pe rege să confiște domeniile temporale ale contelui de Reims în favoarea arhiepiscopiei. Deși această confiscare este pronunțată fără ca cineva să aibă mijloacele de a o aplica efectiv, ea este suficientă pentru a obliga vasalii să-i jure credință arhiepiscopului, ridicat la rang de pair în 1060.
Așa cum atestă un secol mai târziu marea cartă a Champagne, dominația ecleziastică asupra părții de nord a regiunii Champagne o orientează către viticultură, o activitate încredințată în principal mănăstirilor. Acestea nu doar că asigură producția de vin pentru liturghie, piață reglementată prin contracte comerciale importante, dar și valorifică terenurile nepotrivite pentru cultivarea grâului.
Imensul episcopat al Reimsului, datorită posesiunilor ecleziastice considerabile, scapă astfel pe termen lung de sub controlul viitoarei case de Champagne, împreună cu orașul unde are loc încoronarea regală. Aceasta din urmă trebuie să se mulțumească cu reunirea comitatelor de Meaux și de Troyes, legate între ele doar prin târgul Douze Ponts.
Titlul de conte de Champagne, folosit pentru a desemna suzeranitatea asupra acestui ansamblu, este atestat începând cu 1065, în timpul nepotului lui Odo de Blois, Odo de Champagne, și apoi al unchiului acestuia, Theobald de Blois, care îl deposedase de moștenirea sa. Utilizarea acestui titlu este probabil anterioară, dar nu este documentată. În 1102, titlul este preluat de Hugo de Champagne, fiul cel mai mic al lui Odo de Champagne, aflat în exil. Acesta, dezmoștenindu-și propriul fiu, îl transmite în 1125 nepotului aceluiași unchi Theobald de Blois, Theobald cel Mare, al cărui frate mai mic, Ștefan de Blois, va deveni rege al Angliei.
Cu toate acestea, contele de Champagne își exercită influența asupra regiunii Rémois prin jocul alianțelor sale, așa cum s-a întâmplat în 1107, când a anulat investitura lui Gervais de Rethel la arhiepiscopia de Reims, decisă de rege.

### Comitatul de Champagne

#### Influența dinastică a Blois asupra Champagnei (1125-1151)
Theobald cel Mare este fiul Adelei de Normandia, sora regelui Angliei, Henric, și o femeie erudită, care simbolizează rolul crescut al femeilor în guvernare, determinat de plecarea soților în cruciade și de apariția societății de curte. Ea exercită regența asupra domeniilor Casei de Blois – valea Loarei și Champagne – până în 1120.
Aceasta este și perioada în care, datorită relativei toleranțe de care se bucurau evreii în Champagne, tosafiștii (comentatori talmudici) cunosc o perioadă de prosperitate.
Odată eliberat de tutela maternă, Theobald cel Mare beneficiază de o administrație fără egal și de o rețea de aliați de încredere, care îi permite să își extindă suzeranitatea asupra numeroase seniorii din episcopatul de Reims și asupra portului strategic Nogent. El negociază cu abația Saint-Denis donațiile de domenii pe care aceasta nu le mai controla de la invaziile normande, dar care redevin sursa principală de aprovizionare cu grâu a Parisului.
În 1129, la conciliul de la Troyes, fondează împreună cu Hugo de Payens Ordinul Templierilor, care va deveni în câteva decenii prima rețea bancară europeană. În același an, alături de Petru Abelard, fondează o abație de prestigiu, Paracletul. Sub conducerea lui Héloïse, care reformează liturgia, abația devine primul centru de producție muzicală al epocii și prima școală destinată femeilor.
Abia în generația următoare, în 1152, odată cu urcarea pe tron a fiului său cel mare, Henric Liberalul, Champagne devine un stat distinct, în timp ce domeniul de Blois revine fiului mai mic.

#### Stăpânirea comitatului de Blois asupra Champagnei (1152-1283)
Henric Liberalul beneficiază de alianțele stabilite de mama sa, Matilda de Carintia, cu cele mai influente curți europene și, mai ales, de instituțiile create în 1147 de tatăl său, Theobald cel Mare:
- Marca de Troyes, utilizată ca etalon pentru denarul și livra de Provins, monedă de referință în schimburile comerciale dintre portul Boulogne și Milano, aflată în circulație încă din prima jumătate a secolului al IX-lea și garantată de atunci cu un titlu constant.
- Uncia troy, unitate de măsură pentru metalele prețioase și mirodenii, adoptată ca referință în întreg Occidentul.
- Conduit-ul, o casă de asigurări la care contribuie comercianții ce importă și exportă mărfuri prin târgurile din Champagne.
- Garde-foire, o cameră de înregistrare a registrelor contabile și un tribunal comercial itinerant.

Ele contribuie la transformarea regiunii Champagne în cea mai prosperă provincie a epocii. De șase ori mai populată decât în prezent, Provins este atunci al treilea oraș ca mărime din Franța, după Paris și Rouen. Contele de Champagne este mai bogat decât suzeranul său, regele Franței.
La curtea regentei Marie de France, Chrétien de Troyes, Gace Brulé, Gautier d'Arras, Guyot de Provins, Huon d'Oisy, Geoffroi de Villehardouin, abandonând latina în favoarea călugărilor, dau naștere unei literaturi în limba vulgară, la un secol după exemplul normand al lui Turold și ca un ecou al poetei contemporane Marie.
Într-o populație reînnoită de o creștere demografică excepțională, acești autori răspândesc standardul lingvistic al văii Loarei, de unde provin și prinții lor, împingând spre margini ale domeniului limbile picardă și valonă, care ocupau anterior teritoriul fostei Gallia Belgica.
Fiul cel mare al contelui și al contesei, Henric, este ales în 1192 rege al Ierusalimului. În 1201, nepotul și succesorul său, Theobald, moștenește, la nașterea sa, pairia Franței de la tatăl său, mort cu câteva zile înainte, și regatul Navarrei de la mama sa.
După moartea Mariei de France, regența revine acesteia din urmă. Ea își stabilește reședința la Provins, unde vor locui și succesorii săi. Capitala comitatului devine un centru specializat în producția de ners de Provins, o stofă de lână provenită de la nenumăratele turme de oi din Champagne, vopsită în negru în râul Durteint și certificată de sigiliul corporației maeștrilor țesători.
Provins devine, de asemenea, capitala modei, al cărei stil este conceput în Italia și purtat atât la curte, cât și în oraș.
Războaiele pentru succesiunea Champagnei duc, în 1226, la ridicarea uneia dintre cele mai impresionante incinte fortificate ale epocii, zidul de apărare al Provinsului, finalizat zece ani mai târziu. După ce succesiunea este reglementată în 1234, prosperitatea revine, dar cu prețul unei devalorizări a livrei de Provins.
În 1254, la curtea regentei Margareta de Bourbon, a treia soție a răposatului Theobald, sosește, conform tradiției, Robert de Brie, întors din cruciadă, având în bagaje un butaș de trandafir de Damasc. Butașii acestui soi parfumat sunt oferiți nobililor vizitatori și se răspândesc în toate curțile europene.
În 1276, Bianca de Artois, nora răposatei Margareta de Bourbon, văduvă de doi ani și regentă la rândul său, se căsătorește cu Edmund de Lancaster. Prinț consort timp de opt ani, acest frate al regelui Eduard decide să adopte trandafirul de Provins pe blazonul său. În 1485, a doua Casă de Lancaster va prelua acest simbol ca emblemă a victoriei sale împotriva Casei de York la sfârșitul Războiului celor Două Roze, dând naștere trandafirului de Lancaster.

#### Champagne capețiană (1284-1453)
Champagne a fost integrată în domeniul regal în urma căsătoriei celebrate pe 14 august 1284 între Ioana de Navarre și viitorul Filip cel Frumos, un prinț de șaisprezece ani care va urca pe tronul Franței în anul următor. Comtatul Champagne își păstrează existența juridică până la moartea sa, în 1314, iar fiul său, Ludovic al X-lea, în calitate de unic moștenitor atât al tronului, cât și al principatului Champagne, reintegrează această ultimă în domeniul regal. În prealabil, guvernul lui Filip cel Frumos s-a grăbit, pentru a reumple tezele regatului aflat în deficit, să distrugă comerțul , nu doar prin spolierea și distrugerea principalului sistem bancar pe care se baza – Ordinul Templier – ci și prin decretarea unor impozite succesive pentru numeroșii evrei : 25.000 de lire ca „dar de veselie” pentru a sărbători accesul său la putere în 1285; taxe arbitrare în 1288, 1291, 1293 și 1296; o taxă majorată cu 14 % în 1298; iar din nou taxe confiscatorii în 1299, 1300 și 1301.
Totuși, odată cu extincția capetienilor direcți, atunci când tronul revine lui Filip al VI-lea, comitatul Champagne, la fel ca și regatul de Navarra, revin de jure la Ioana a II-a. Însă, Filip al VI-lea nu dorește să lase verișoara sa prea puternică și îi retrage controlul asupra comitatului Champagne și al Brie. În aprilie 1328, marele consiliu, adunat la Saint-Germain-en-Laye, a ratificat decizia regelui.
Jules Viard descrie această ultimă unire astfel: „Drepturile pe care Ioana le deținea de la străbunica și de la tatăl ei nu se extindeau doar asupra Navarei, ci și asupra Champagne și a Brie. Aceste două provincii formau o prelungire a Île-de-France spre est, adică către Imperiu, iar alipirea lor la domeniul regal ar fi crescut atât puterea, cât și siguranța acestuia. Astfel, Filip al V-lea, prin tratatele din 17 iulie 1316 și 27 martie 1318, și Carol al IV-lea, prin scrisori din ianuarie 1328, au căutat prin tranzacții iscusite să asigure reunirea acestora la coroană; Filip al VI-lea nu a trebuit decât să le urmeze exemplul. Negocierile au fost lungi și, fără îndoială, au avut loc numeroase discuții, căci abia la 14 martie 1336, la Villeneuve, lângă Avignon, s-a încheiat tratatul definitiv prin care Champagne și Brie erau cedate regelui și succesorilor săi.
În schimbul acestor provincii, Filip al VI-lea oferea lui Ioana, regina Navarei, și soțului ei:
- comitatele Angoulême și Mortain;
- 5.000 de livre tournois ca rentă anuală și perpetuă, de a fi colectată din Trezoreria de la Paris;
- 3.000 de livre tournois ca rentă, de a fi colectată din Trezorerie, până când li se va stabili baza de impozitare pe terenuri;
- 7.000 de livre parisis, tot ca rentă, de a fi colectată din Trezorerie, pentru 70.000 de livre parisis pe care regele le acordase.”

Ei vor deține întreaga parte a Coroanei Franței sub forma unei baronii și pairie, cu un singur jurământ și omagiu, la fel ca în cazul comitatelor Angoulême și Mortain. Astfel a fost realizată reuniunea irevocabilă a Champagne și a Brie cu Franța, puțin mai mult de cincizeci de ani după ce Filip al III-lea, cel Curajos, pregătise această unire prin căsătoria fiului său, Filip cel Frumos, cu Ioana, regina Navarei și contesa de Champagne și de Brie.
Champagne, inițial scutită, este profund afectată începând cu anul 1358 de Războiul de 100 de Ani, devenind unul dintre principalele câmpuri de luptă. Pe 9 iunie, mercenarii lui Étienne Marcel și Carol de Navara, întăriți de Jacques, atacă Meaux. Șapte mii de Jacques sunt aruncați în Marne, iar Meaux este incendiat de cruciații seniorului de Buch. Jafuri sunt comise în adâncul câmpurilor, precum la Nogent, incendiat anul următor la sfârșitul unui raid al regelui Eduard. Pe 23 iunie 1359, la Chaudefouace, marea companie a lui Brocard de Fenestrange și miliția episcopului de Troyes, Henri de Poitiers, resping trupele engleze ale lui Eustache d'Abrichecourt în Nogent și Ponts.
Frontul se deplasează prin Champagne. Șurile, fermele agricole care adună echipamente și personal, sunt incendiate, clădirile izolate care ar putea servi drept bastioane sunt dărâmate, câmpurile sunt părăsite, iar populația care supraviețuiește ciumei negre se refugiază în orașe. Circulația mărfurilor și a persoanelor devine foarte riscantă, producția agricolă se prăbușește și face loc unei economii de război. Din 1417 până în 1433, capitala comitatului este ocupată de armata engleză. Tratatul de la Troyes, semnat în 1420, doar consolidează situația și nu aduce pace.

## Componentele comitatului Champagne
- Braine

O parte din satul Domrémy – locul de naștere al Ioanei d'Arc – era sub controlul domeniului Gondrecourt din Ducatul de Bar, în timp ce cealaltă parte făcea parte din Champagne.

## Târgurile din Champagne
Bogăția regiunii a crescut datorită târgurilor din Champagne, ale căror siguranță era asigurată de către conții locali. Carta regală din 1209, emisă de Filip al II-lea, a extins și mai mult prestigiul acestor târguri, transformându-le într-un ansamblu integrat ce atrage atât comercianți italieni, cât și flamanzi. Această cartă prevede că orice prejudiciu cauzat târgurilor va fi considerat o insultă la adresa regalității și va fi sancționat de justiția regală.